# 水西街道
水西街道，是中华人民共和国贵州省毕节市黔西市下辖的一个街道办事处。
2011年12月27日，贵州省人民政府批复同意撤销黔西县城关镇，新设置的水西街道辖水西社区（原城关镇水西社区、东山社区）、文昌社区（原城关镇麟珑社区、城北村）、幸福社区、水平社区、新潭社区、凉井社区、黎明社区、石园社区。

## 行政区划
水西街道下辖以下地区：
水西社区、玲珑社区、东山社区、城北村、幸福村、新潭村、凉井村、石园村、黎明村和水坪村。